# Otto Betz
Otto Wilhelm Betz (senior) (* 8. Juni 1917 in Herrentierbach, heute Ortsteil der Gemeinde Blaufelden, Landkreis Schwäbisch Hall; † 27. Mai 2005 in Tübingen) war ein deutscher evangelischer Theologe und Neutestamentler. 

## Leben
Otto Wilhelm Betz, S. T. M. (Sacrae Theologiae Magister), stammte aus einer kinderreichen Pfarrerfamilie. Nach dem Kriegsdienst und sowjetischer Kriegsgefangenschaft studierte er vom Wintersemester 1948/49 an in Tübingen Evangelische Theologie. Nach Abschluss des Studiums, einem Stipendienjahr in den USA und einem Vikariat wurde Betz Repetent am Evangelischen Stift in Tübingen, im Jahr 1956 wurde er Wissenschaftlicher Assistent am neu gegründeten Institutum Judaicum der Universität Tübingen. 1959 wurde er bei Karl Elliger (1901–1977) mit einer alttestamentlichen Dissertation über Offenbarung und Schriftforschung in der Qumransekte promoviert.
Betz war verheiratet mit der Diplom-Theologin Isolde Betz (geb. Schnabel) und hatte vier leibliche Kinder und einen Pflegesohn: Pfarrerin Cornelia Holder (geb. Betz), die promovierte Theologin Dorothea Betz, den Musiker (Cembalisten), Kabarettisten und Autor Martin Betz, den kommunikationstechnischen Unternehmer Matthias Betz und als Pflegesohn Chang Park.
Die 1947 neu entdeckten Texte von Qumran bestimmten auch weiterhin sein Lebenswerk. 1961 habilitierte er sich über den großen koptischen Textfund von Nag Hammadi mit der Studie Der Paraklet. Fürsprecher im häretischen Spätjudentum, im Johannesevangelium und in den neu gefundenen gnostischen Schriften. Seit 1962 hatte Betz eine volle Professur am Chicago Theological Seminary in den USA inne. 1968 wurde er außerordentlicher Professor, 1973 ordentlicher Professor für Neues Testament in Tübingen. Nach seiner Pensionierung 1983 übernahm er unter anderem eine Gastprofessur an der Rice University in Houston, Texas. Darüber hinaus unternahm er Vortragsreisen, zum Beispiel nach Israel und vor allem nach Südkorea.

## Werk
Betz hat zahlreiche Veröffentlichungen vorgelegt, von denen heute viele zur wissenschaftlichen Standardliteratur zählen. Zentrum seiner wissenschaftlichen Arbeit waren Jesus und seine Verkündigung. Besonders bekannt wurde das gemeinsam mit seinem Schüler Rainer Riesner verfasste Buch Jesus, Qumran und der Vatikan, das seit 1993 mehrere Auflagen und Übersetzungen erlebte.
In zwei umfangreichen Bänden Jesus, der Messias Israels und Jesus, der Herr der Kirche fasste er seine „Aufsätze zur biblischen Theologie“ zusammen. Darin wandte er sich unter anderem gegen die weit verbreitete Ansicht, Paulus habe sich nicht für den Menschen Jesus bzw. für sein Erdenleben interessiert (so noch Rudolf Bultmann), sondern nur noch für den geglaubten Christus. Der Satz in 2. Kor 5,16 „… auch wenn wir Christus gekannt haben nach dem Fleisch, so kennen wir [ihn] doch nun nicht mehr [auf diese Weise]“ werde fälschlicherweise als Beleg dafür gesehen. „Das ‚kata sarka‘ (‚nach dem Fleisch‘) gehört aber zum Prädikat (‚kennen‘), nicht zum Objekt (‚Christus‘).“
„Biblische Theologie“ – das war auch ein Programm, dem sich der Gelehrte lebenslang verpflichtet wusste: Es ging ihm um den inneren Zusammenhang und die Wahrheit der biblischen Botschaft mit der Christologie als Mitte, die das Judentum und den Reichtum seiner Überlieferungen als Quelle des besseren Verstehens nicht aus-, sondern einschließt. Daher gehörte zu seinen Hauptarbeitsbereichen auch die Bedeutung der jüdischen Mystik und Kabbala. So veröffentlichte er zusammen mit seiner Frau, Isolde Betz geb. Schnabel, eine Monographie über die kabbalistische Lehrtafel der Prinzessin Antonia von Württemberg (1613–1679) in der Dreifaltigkeitskirche von Bad Teinach.

## Veröffentlichungen (Auswahl)
- Offenbarung und Schriftforschung in der Qumransekte (= Wissenschaftliche Untersuchungen zum Neuen Testament. Band 6). Mohr, Tübingen 1960.
- Der Paraklet. Fürsprecher im häretischen Judentum, im Johannesevangelium und in neu gefundenen gnostischen Texten (= Arbeiten zur Geschichte des Spätjudentums und Urchristentums. Band 2). Leiden/Köln 1963.
- mit Werner Grimm: Wesen und Wirklichkeit der Wunder Jesu. Heilungen, Rettungen, Zeichen, Aufleuchtungen. Peter Lang, Frankfurt am Main/Bern/Las Vegas 1977, ISBN 3-261-02397-X.
- Wie verstehen wir das Neue Testament? Wuppertal 1981, ISBN 3-7615-2263-0.
- Der Aussatz in der Bibel. In: Aussatz, Lepra, Hansen-Krankheit. Ein Menschheitsproblem im Wandel, Teil II: Aufsätze. Hrsg. von Jörn Henning Wolf, Würzburg 1987 (= Kataloge des Deutschen medizinhistorischen Museums. Beiheft 1), S. 45–62.
- Jesus, Qumran und der Vatikan. Klarstellungen. Gießen/Basel/Freiburg/Wien 1993, ISBN 3-7655-9800-3; ISBN 3-451-23058-5; letzte Auflage unter dem Titel: Verschwörung um Qumran? Jesus, die Schriftrollen und der Vatikan. München 2007. ISBN 3-16-145163-5.
- Jesus, der Messias Israels. Aufsätze zur biblischen Theologie (= Wissenschaftliche Untersuchungen zum Neuen Testament. Band 42). Tübingen 1987, ISBN 3-42-677993-5.
- Jesus, der Herr der Kirche. Aufsätze zur biblischen Theologie II. WUNT 52; Tübingen 1990, ISBN 3-16-145505-3.
- Was wissen wir von Jesus? Der Messias im Licht von Qumran. Wuppertal 19993, ISBN 3-417-24151-0.
- zusammen mit Beate Ego u. Werner Grimm (Hrsg.): Calwer Bibellexikon. 2 Bände, Stuttgart 20032, ISBN 3-7668-3838-5.
- zusammen mit Isolde Betz (Verfasser) u. Adolf Killinger (Bearbeiter): Ein Kleinod des Glaubens. Die kabbalistische Lehrtafel der Prinzessin Antonia in Bad Teinach. Vorwort von Karl-Heinz Splettstößer, Bad Teinach-Zavelstein o. J.
- Licht vom unerschaffnen Lichte. Die kabbalistische Lehrtafel der Prinzessin Antonia. 3. Aufl., bearbeitet von Isolde Betz. Werner Grimm, Tübingen, Oktober 2013, ISBN 978-3-00-041501-2.
- Der Prozess Jesu im Licht jüdischer Quellen. 2., erweiterte Auflage, herausgegeben von Rainer Riesner. Brunnen-Verlag, Gießen und Basel 2007, ISBN 978-3-7655-9813-5.

## Würdigung
- Hermann Lichtenberger: Otto Betz (8. Juni 1917 – 27. Mai 2005). In: The Polish Journal of Biblical Research. Bd. 4 (2005), S. 109–122.
- Martin Hengel: Prof. Dr. Otto Betz †. (Memento vom 31. Juli 2007 im Internet Archive) In: Tübinger Universitätsnachrichten. Nr. 123, 15. August 2005, S. 14 f.